# Мари-Кугунур
Мари-Кугунур (мар. Куэрсола) — деревня в Сернурском районе Республики Марий Эл. Входит в состав Марисолинского сельского поселения.

## География
Находится в северо-восточной части республики Марий Эл на расстоянии приблизительно 12 км на север-северо-запад от районного центра посёлка Сернур.

## История
Известна с 1811 года как деревня Кугунур, Кокша тож, где насчитывалось 50 дворов, проживали 355 человек. В 1834 году проживали 80 человек. В 1884—1885 годах числилось 23 двора, в 2 проживали русские (13), в остальных — мари (115). В 1927 году в 31 хозяйстве (25 марийских и 6 русских) проживали 153 человека (119 мари и 34 русских), в 1930 году — 131 человек (93 мари и 38 русских). В 1975 году числилось 35 хозяйств с населением 145 человек, в 1988 году 193. В деревне имелись восьмилетняя школа, дом культуры, фельдшерско-акушерский пункт, магазин, детсад. В 2005 году насчитывалось 34 кирпичных и 19 деревянных домов. В советское время работали колхозы «У пасу», «Восход», позднее СПК "Колхоз «Восход»..

## Население
Население составляло 169 человек (мари 93 %) в 2002 году, 190 в 2010.